# Meritxell Huch Ortega
Meritxell Huch Ortega (Barcelona, 1978) és una biòloga de cèl·lules mare catalana. També lidera un grup de l'Institut Max Planck de Biologia i Genètica Cel·lular Molecular. La seva investigació, considera la regeneració de teixits i el desenvolupament de models de malalties específiques dels teixits per a òrgans humans. Va rebre una Beca de Consolidació del Consell Europeu de Recerca el 2023.

## Educació
Després de la universitat, Huch va decidir que volia treballar en la ciència, pel desig d'entendre com funciona l'aspirina. Huch era estudiant de grau a la Universitat de Barcelona, on va estudiar Ciències Farmacèutiques. Hi va romandre pels seus estudis de postgrau, aconseguint un màster el 2003 i un doctorat el 2007. Va completar la seva recerca doctoral al Centre de Regulació Genòmica, on va treballar al costat de Cristina Fillat. Després de completar la seva investigació doctoral, va passar un any com a becaria postdoctoral, abans d'anar a l'Institut Hubrecht amb una beca Marie Curie. A Utrecht va treballar al laboratori de Hans Clevers, on va aïllar les cèl·lules mare responsables de la rotació de l'estómac adult.

## Recerca i carrera
Huch va ser nomenada Sir Henry Dale Research Fellow a l'Institut Gurdon de la Universitat de Cambridge. Va ocupar un càrrec conjunt amb The Wellcome Trust i el Departament de Fisiologia. Després de cinc anys a Cambridge, Huch es va incorporar a l'Institut Max Planck de Biologia i Genètica Cel·lular Molecular com una de les primeres membres del Programa d'Excel·lència Lise Meitner. Va ser designada al consell directiu el 2022.
La inflamació i el dany dels teixits estan associades amb la malaltia hepàtica crònica i el càncer. El seu grup, ha desenvolupat àmpliament models d'organoides humans per estudiar les bases moleculars de la regeneració de teixits adults. Després d'identificar les cèl·lules mare, responsables de la ràpida rotació de l'estómac adult, Huch va demostrar que es podien mantenir en cultiu. A continuació, va passar a les cèl·lules hepàtiques, demostrant el potencial de replicació de les cèl·lules progenitores durant la regeneració i que són candidates esperançadores per a futures intervencions terapèutiques en malalties del fetge. La seva recerca té el potencial de reduir l'ús d'animals en la investigació científica.

## Premis i honors
- 2016 Premi Hamdan per a l'Excel·lència en Recerca Mèdica[14][15]
- 2017 Medalla d'Inici de Carrera de les Dones en la Biologia Cel·lular[16][17]
- 2018 Premi Dame Sheila Sherlock[18]
- 2018 Jove Investigadora elegida per l'EMBO[19]
- 2019 Premi a la Innovació BINDER[5]
- 2022 Premi Hilde Mangold de la Xarxa Alemanya de Cèl·lules Mare[20]
- 2023 Beca de Consolidació del Consell Europeu de Recerca[21]